# Cyclophora serrulata
Cyclophora serrulata är en fjärilsart som beskrevs av Alpheus Spring Packard 1873. Cyclophora serrulata ingår i släktet Cyclophora och familjen mätare. Inga underarter finns listade i Catalogue of Life.